# Jeffrey Webb (Fußballfunktionär)
Jeffrey Webb (* 24. September 1964) ist ein Fußballfunktionär der Cayman Islands.
Seit 1991 ist Webb Präsident des Landesverbands der Cayman Islands, Cayman Islands Football Association (CIFA). Am 23. Mai 2012 wurde er zum Präsidenten der CONCACAF gewählt. Zwei Tage später wurde er Mitglied des FIFA-Exekutivkomitees. Webb war ursprünglich für den Finanzdienstleister Fidelity Investments tätig, der eine Niederlassung auf dem Offshore-Finanzplatz Cayman Islands hat.
Am 27. Mai 2015 wurde Webb zusammen mit acht weiteren FIFA-Funktionären vom Schweizer Bundesamt für Justiz wegen des Verdachts von Korruption im Hotel Baur au Lac in Zürich verhaftet. Nach Informationen der US-Behörden und deren Anklageschrift «United States v. Jeffrey Webb et al» erhielt Webb für die Zusage von Turnierrechten über 3 Millionen US-Dollar Schmiergelder. Laut Spiegel Online galt Webb als enger Vertrauter von Sepp Blatter und möglicher Nachfolger Blatters. Webb wurde am 16. Juli 2015 an die USA aus der Schweiz ausgeliefert. Webb werden von den USA Betrug, Geldwäsche und Beteiligung an einer Verschwörung vorgeworfen. Bei einer ersten Anhörung vor einem Gericht in New York plädierte Webb auf „nicht schuldig“. Gegen eine Kaution von 10 Millionen US-Dollar wurde Webb aus der Haft entlassen, er steht jedoch unter Hausarrest und musste seine drei Pässe abgeben.